# Stare Gliwice (Gliwice)
Stare Gliwice (niem. Alt Gleiwitz) – dzielnica miasta Gliwice od 1951 roku.

## Informacje ogólne
Na obszarze dzielnicy znajdują się między innymi osiedle mieszkaniowe Bajkowe i osiedle mieszkaniowe Ludwika Waryńskiego. Od początku lat 2000. do sierpnia 2021 r. działał tu hipermarket Tesco Extra.

## Nazwa
W dniu 12 listopada 1946 roku nadano miejscowości polską nazwę Stare Gliwice.

## Historia
Na terenie Starych Gliwic stwierdzono najstarsze ślady osadnictwa w dzisiejszych Gliwicach: podczas budowy fabryki samochodów Opel znaleziono artefakty pochodzące z wczesnej epoki żelaza datowane na ok. 650 rok przed naszą erą i zaliczane do kultury łużyckiej. Historyczna miejscowość istniała już w XIII wieku. Była to niewielka osada z gródkiem obronnym, która została zniszczona została w czasie najazdu Mongołów około 1259 roku. To prawdopodobnie wówczas dokonano przeniesienia przedlokacyjnej osady na miejsce obecnego gliwickiego Starego Miasta. Nazwa Stare Gliwice pojawiła się pierwszy raz w dokumencie z 1317 roku. Dokumentem tym jest akt notarialny (zachował się tylko jego odpis) wystawiony przez łabędzkiego proboszcza. Z dokumentu wynika, że Stare Gliwice należały do parafii w Łabędach.
W następnych wiekach Stare Gliwice były podmiejską wsią. W 1670 roku zostały wykupione przez barona von Welczek, który rok wcześniej nabył stary zamek w Łabędach i tam ustanowił główną siedzibę rodu. W tym czasie wieś była bardziej związana z Łabędami, niż z Gliwicami. Wokół niej znajdowały się pola uprawne, stawy rybne, ogrody i chmielniki (plantacje chmielu). Część mieszkańców pracowała w pobliskim folwarku Gardel. Z tego czasu zachowały się: charakterystyczny, murowany z kamienia wapiennego budynek spichlerza (XVII w.) oraz barokowa rzeźba  św. Jana Nepomucena (II poł. XVIII w.). Wraz z rozwojem miejscowego przemysłu wiele osób znalazło pracę m.in. w hucie „Hermina” w pobliskich Łabędach lub w hucie gliwickiej. Część mieszkańców zajmowała się furmaństwem dla lokalnego przemysłu, zaś od końca XVIII w. pracami przy budowie, a następnie obsłudze Kanału Kłodnickiego.
Podczas Plebiscytu na Górnym Śląsku uprawnionych do głosowania było w Starych Gliwicach 636 osób, z czego 597, ok. 93,9%, stanowili mieszkańcy (w tym 593, ok. 93,2% całości, mieszkańcy urodzeni w miejscowości). Oddano 633 głosy (ok. 99,5% uprawnionych), w tym 630 (ok. 99,5%) ważnych; za Polską głosowało 447 osób (ok. 70,6%), a za Niemcami 183 osoby (ok. 28,9%). W lutym 1945 roku około 70 mieszkańców Starych Gliwic dotknęły deportacje w głąb ZSRR.

## Kościoły i kaplice
Kościoły rzymskokatolickie:
- kościół św. Gerarda

## Edukacja
Szkoły podstawowe:
- Szkoła Podstawowa nr 27 w ZSO 13

Gimnazja:
- Gimnazjum nr 5 w ZSO 13

## Turystyka
Przez osiedle przebiega następujący szlak turystyczny:
- – Szlak Powstańców Śląskich

## Transport
Wzdłuż części granic osiedla przebiega droga krajowa nr 88.

## Galeria

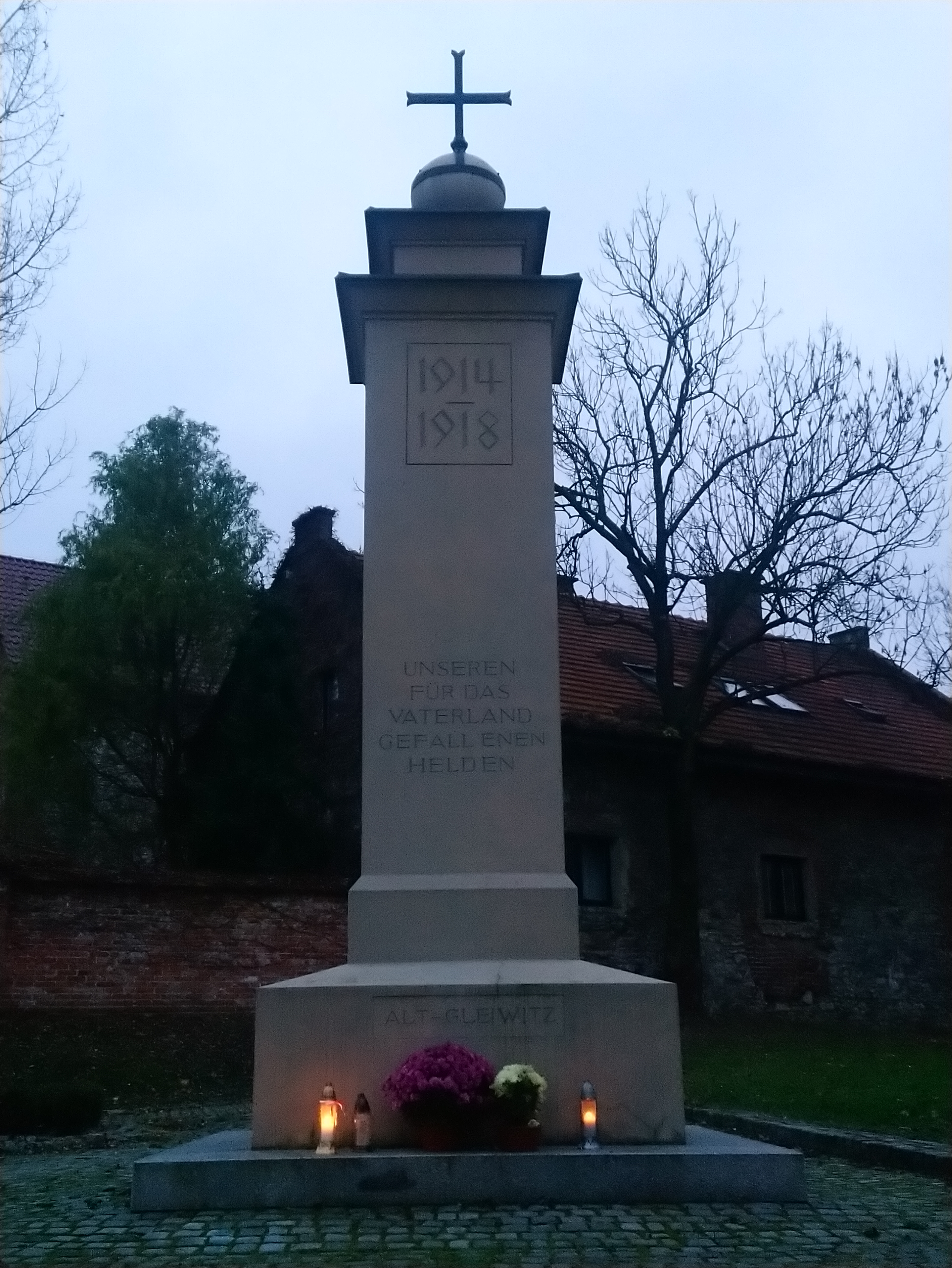
Pomnik poległych w I wojnie światowej mieszkańców Starych Gliwic
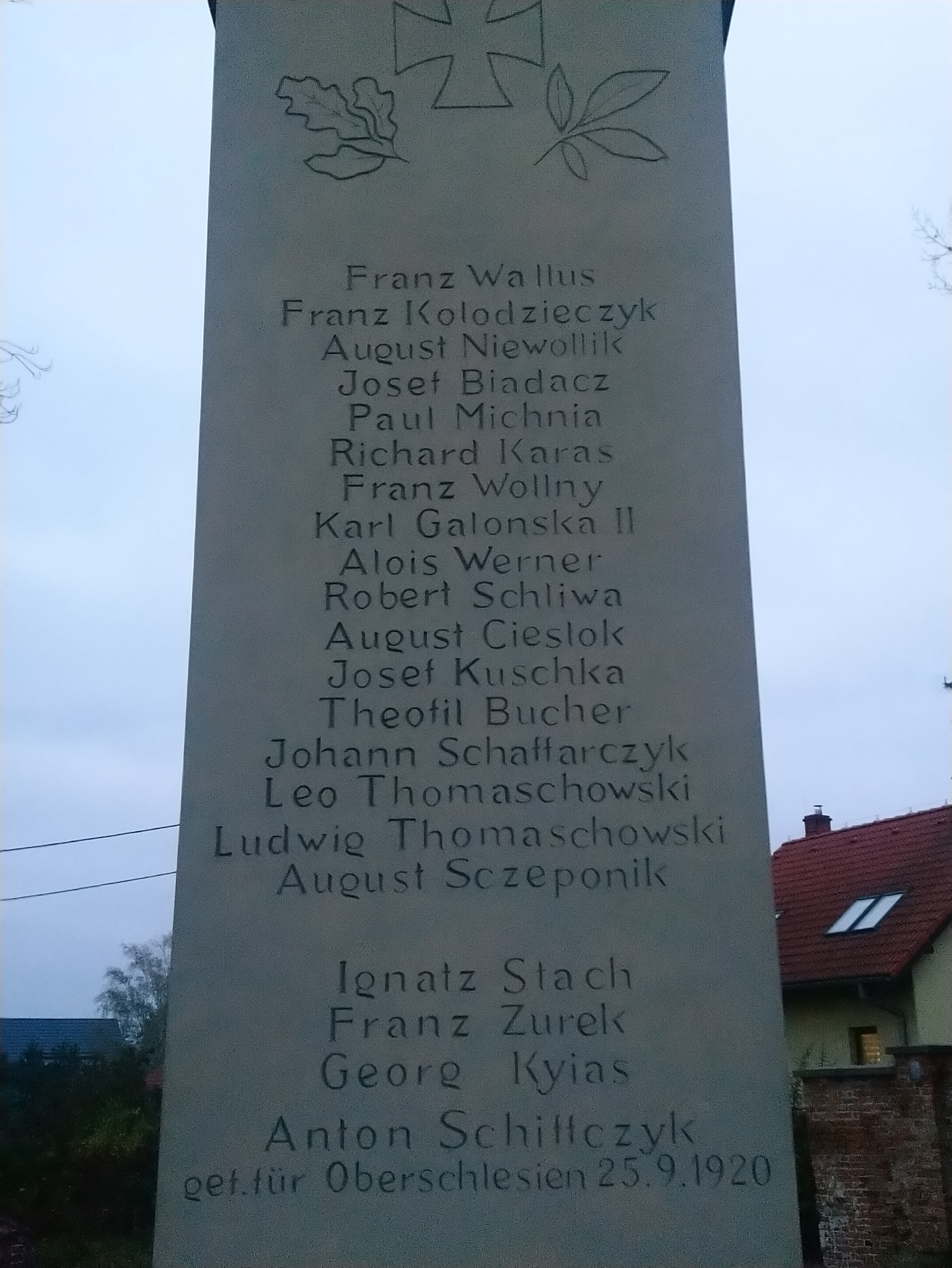
Nazwiska poległych w I wojnie światowej mieszkańców Starych Gliwic
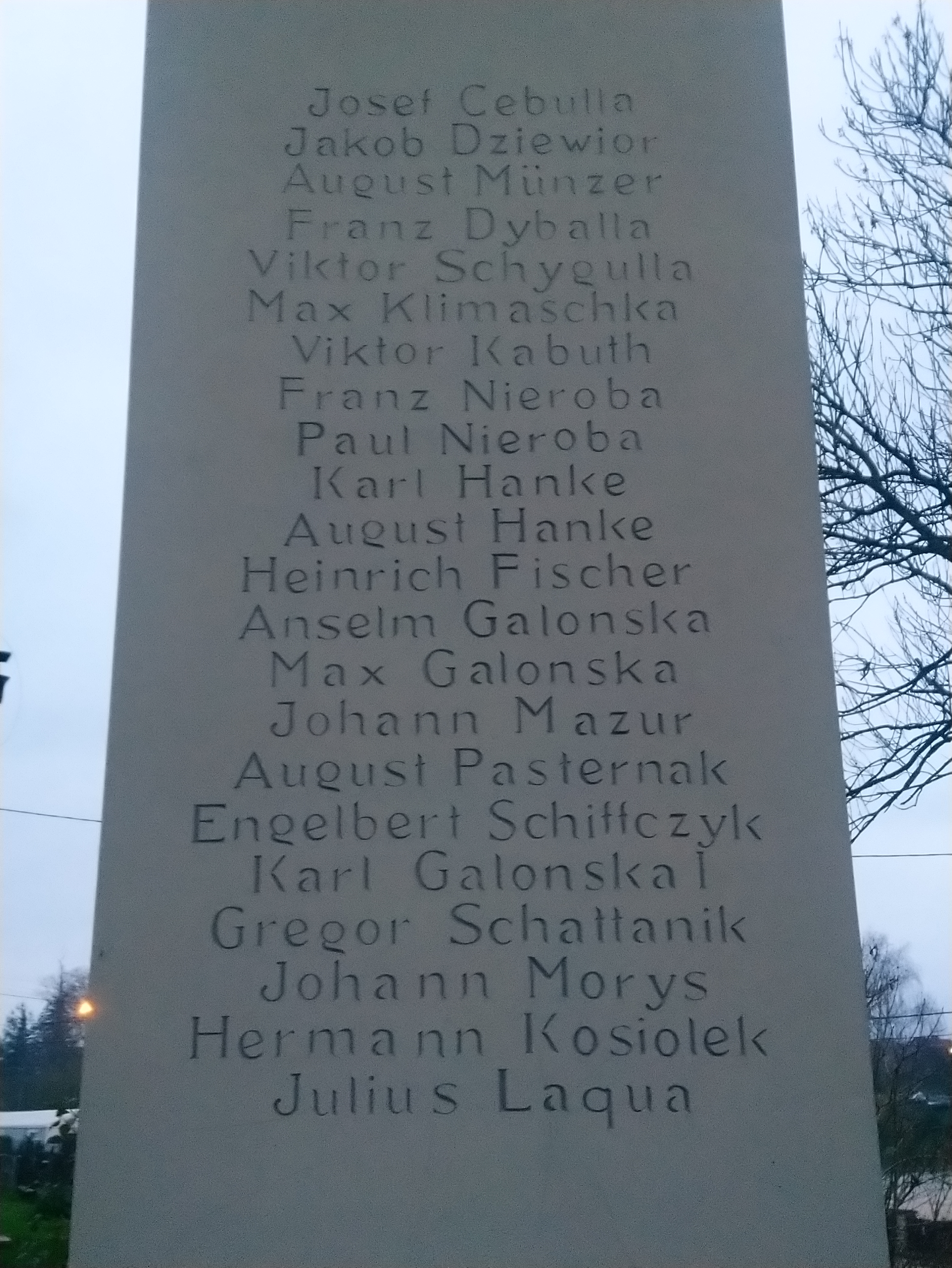
Nazwiska poległych w I wojnie światowej mieszkańców Starych Gliwic